# Диптерицин
Диптерицин — антимікробний пептид масою 9 кДа, активний насамперед проти грамнегативних бактерій за рахунок порушення цілісності бактеріальної мембрани. Уперше був виділений з падальної мухи Phormia terranova (= Protophormia terraenovae) з родини Каліфориди. У своїй структурі диптерицин містить домен, багатий на пролін, як і антимікробні пептиди дрозоцин, пірокорицин та абаецин, і домен, багатий на гліцин, подібно до атацину. Диптерицин є знаковим маркером активності імунної системи мух і повсюдно використовується в дослідженнях імунітету дрозофіл. Отримав свою назву на честь ряду комах Diptera (Двокрилі).

## Будова та функції
Диптерицини трапляються у всіх двокрилих, але найбільш детально охарактеризовані у плодових мушок роду Drosophila. Зрілі структури диптерицину невідомі, хоча попередні спроби його синтезу показали, що диптерицин у Protophormia terraenovae є одним лінійним пептидом. Проте пептид диптерицину B у Drosophila melanogaster, імовірно, розщеплюється на два окремих пептиди. Синтез диптерицину in vitro виявив активність повнорозмірного пептиду, а незалежно синтезовані два пептиди та продукт їх змішування не показує активності диптерицину. Активність диптерицину A тісно пов’язана з амінокислотними залишками в домені, багатому на гліцин.
Ген диптерицину A розташований на правому плечі другої хромосоми дрозофіли; синтезований пептид має 106 амінокислотних залишки, з яких 19 припадає на сигнальний пептид, ще 4 — на пропептид, а 83 — на зрілий пептид.

### Диптерицин як модель для розуміння специфіки взаємодії хазяїн-патоген
Поліморфізм за одним залишком у багатому на гліцин домені диптерицину різко впливає на його активність проти грамнегативної бактерії Providencia rettgeri. Мухи з геном диптерицину A, що кодує алель із серином, виживають значно частіше, ніж мухи з аргініновим алелем. Незрозуміло, як часто такі поліморфізми можуть впливати на взаємодію хазяїн-патоген, але є докази дуже поширеного балансувального добору стосовно того, що диптерицин — не єдиний антимікробний пептид із такими поліморфізмами. Тісний зв’язок між диптерицином і P. rettgeri додатково підтверджується генетичними підходами, які показують, що диптерицин є єдиним антимікробним пептидом імунної відповіді дрозофіли, який впливає на стійкість до P. rettgeri.
Ген диптерицину "Diptericin B" плодової мушки має унікальну структуру, яка була отримана незалежно як для плодових мушок Tephritidae, так і для Drosophila. Це є прикладом конвергентної еволюції антимікробного пептиду до певної спільної структури в двох окремих лініях, що живляться плодами. Більш дивним є те, що сублінії як Tephritidae, так і Drosophila, які спеціалізувалися на нефруктових джерелах їжі, згодом втратили диптерицин В. У плодових мушок, що живляться грибами, Drosophila guttifera та Drosophila testacea, ця втрата, здається, сталася незалежно одна від одної, оскільки мутації в генах диптерицину B у цих видів різні. Ця неодноразова втрата диптерицину B у плодових мушок, які почали харчуватися нефруктовими продуктами, свідчить про те, що диптерицин B налаштований на спосіб життя, пов’язаний із харчуванням фруктами, але неважливий і, можливо, навіть шкідливий у "нефруктових" середовищах.
Ці спостереження є частиною зростаючої кількості доказів того, що антимікробні пептиди можуть мати тісні зв’язки з мікробами та, можливо, впливати на екологію хазяїна, на відміну від попередньої філософії, згідно з якою ці пептиди діють узагальненим і надлишковим способом.
Функції, не пов'язані з антимікробною активністю
- Диптерицини також можуть мати властивості, які зменшують окисне пошкодження під час імунної відповіді.[13]
- Супресія генів диптерицину B і атацину C у дрозофіли призводить до збільшення росту вірусу Сіндбіс.[14]
- Надмірна експресія диптерицину та інших антимікробних пептидів у мозку мух призводить до нейродегенерації.[15]
- Ген диптерицину B дрозофіли необхідний для формування пам'яті.[16]